# Muriel esküvője
A Muriel esküvője (eredeti cím: Muriel’s Wedding) egy 1994-ben bemutatott ausztrál vígjáték-dráma, amelyet P. J. Hogan írt. A főszereplők Toni Collette, Rachel Griffiths, Jeanie Drynan, Sophia Lee és Bill Hunter. A film középpontjában egy Muriel nevű gátlásos, butácska lány áll, aki hetedhéthatárra szóló esküvőről, és egy szebb jövőről álmodozik. Fejébe veszi, hogy otthagyja az isten háta mögötti (kitalált) ausztrál várost, Porpoise Spit-et, és Sydneyben váltja valóra álmait.
A film számos díjat kapott, Collette-et pedig a legjobb filmszínésznő kategóriában jelölték Golden Globe-díjra.

## Szereplők
| Színész          | Szereplő        | Magyar hang    |
| ---------------- | --------------- | -------------- |
| Toni Collette    | Muriel Heslop   | Kocsis Mariann |
| Bill Hunter      | Bill Heslop     | Gruber Hugó    |
| Rachel Griffiths | Rhoda Epinstall | Kiss Eszter    |
| Sophie Lee       | Tania Degano    | Riha Zsófi     |
| Jeanie Drynan    | Betty Heslop    | Szabó Éva      |
| Daniel Lapaine   | David Van Arkle | Rékasi Károly  |
| Roz Hammond      | Cheryl          | Dudás Eszter   |
| Matt Day         | Brice Nobes     | Boros Zoltán   |
| Pippa Grandison  | Nicole          | Braun Rita     |
| Daniel Wyllie    | Daniel Wyllie   | Szokol Péter   |
| Gabby Millgate   | Joanie Heslop   | Makay Andrea   |

## Cselekmény
Muriel Heslop butácska, csúnya fiatal lány, akit felszínes, önimádó barátnői, Tania, Cheryl, Nicole és Janine folyamatosan kigúnyolnak. A lány egész nap ABBA-dalokat hallgat a szobájában, miközben meseszép esküvőről, és jóképű férjről álmodozik, aki majd kimenti őt az isten háta mögötti ausztrál kisvárosból, Purpoise Spitből (szó szerint: teknősnyál), és segít neki megszökni a munkájában korrupt politikus, magánéletben pedig zsarnok, feleségét folyton becsmérlő apja, Bill elől.
Barátnője, Tania esküvőjén Muriel szemtanúja lesz, ahogyan az újdonsült férj és Tania koszorúslánya, Nicole a mosókonyhában szeretkezik. Az egyik vendég ráhívja a rendőrséget Murielre, mondván: a lány lopott ruhában érkezett az ünnepségre, ezért a rendőrök elvezetik őt a lakodalomról. Tania megtudja, hogy férje megcsalta őt egy Rose Biggs nevű nővel (mit sem tudván a Nicole-lal létesített viszonyról), így a nászútjára a barátnőivel megy, Murielt pedig nem hívja meg.
Egyik este a Heslop család étteremben vacsorázik, ahol összefutnak Deidre Chambres-zel, akiről az a hír járja, hogy Bill szeretője. Deidre szépségtanácsadó állást ajánl Murielnek, a lány anyja pedig biankó csekket ír neki, hogy a pénzből kozmetikai szereket vegyen és adjon el. Muriel 12 000 dollárt be is vált és a barátnői után megy a Hibiszkusz-szigetekre. Tania és barátnői azonban nem örülnek a lány jelenlétének, sőt gyakorlatilag levegőnek nézik. Muriel véletlenül összefut Rhoda Epinstalkkal, akivel egy gimnáziumba jártak, és aki szintén áldozatul esett anno Tania gonoszkodásainak. Kettejük barátsága akkor éled újra, mikor Rhoda vidáman közli Taniával, hogy a férjének viszonya van Nicole-lal.
Muriel hazatér a nyaralásból, ahol Betty számon kéri rajta, hová tűnt a 12 000 dollár. Muriel gyorsan Sydney-be költözik, ahol Rhodával együtt lakást bérel, és Marielre változtatja a nevét. Egy videotékában talál munkát és randizni kezd a jószívű, de kicsit teszetosza Brice Nobes-zal.
Egy átmulatott éjszaka után Rhoda elesik, és képtelen felállni. Miközben a kórházban várja barátnőjét, Muriel hazatelefonál, ahol megtudja: apja ellen rendőrségi eljárás folyik. Rhodának rákos tumort diagnosztizálnak, több műtéten is átesik, majd deréktól lefele véglegesen lebénul. Muriel az esküvői szalonokban Rhoda betegségét használja ürügynek, hogy elnyerje a boltvezetők szimpátiáját, és azok mindenféle szolgáltatást nyújtsanak neki. Mikor Rhoda rájön, miben sántikál Muriel, a lány összeomlik, és elmondja barátnőjének, hogy milyen fontos neki a tökéletes esküvő.
Muriel hozzámegy egy dél-afrikai úszóhoz, David Van Arkle-höz, aki csak akkor szerepelhet az olimpián, ha ausztrál állampolgársága van. David szülei 10 000 dollárt fizetnek Murielnek ezért. Az álomszép esküvőre Sydney-ben kerül sor, ahol Muriel korábbi „barátnői” a koszorúslányok (kivéve persze, Nicole-t, akit Tania páros lábbal rúgott ki), míg Rhoda és Brice a vendégek között foglalnak helyet. Bill és Deidre itt már leplezetlenül együtt vannak, Betty pedig csak késve érkezik az esküvőre. Rhoda hazaköltözik az édesanyjához, mivel képtelen egyedül ellátni magát Sydney-ben. Az esküvő után David nyíltan kifejezi Muriel iránti megvetését, és tisztázza vele, hogy kapcsolatuk mindig is plátói marad majd.
Odahaza Porpoise Spitben, Betty, akinek összecsaptak a feje felett a hullámok, véletlenül elfelejt kifizetni egy szandált a boltban. Egy vendég ráhívja a rendőrséget, és Billnek kell eltussolni az ügyet. Miután hazaviszi a feleségét, közli vele, hogy elválik, és feleségül veszi Deidre-t. Betty hiába könyörög, a férje hajthatatlan. Az asszony felégeti a kertet majd nem sokkal később a lánya holtan talál rá az ágyában. Muriel hazamegy, ahol Deidre azt mondja neki, hogy az édesanyjával szívroham végzett, de később kiderül: szándékosan halálos adag altatót vett be.
Muriel összeomlik a temetés után. David megpróbálja megvigasztalni, majd együtt töltik az éjszakát. Muriel sokat gondolkodik az anyja és a saját maga sorsán, és rájön: el akar válni Davidtől. Bill megkéri Murielt, segítsen neki felnevelni a lány testvéreit, mivel Deidre már nem hajlandó hozzámenni és nevelni a gyerekeit. Ráadásul a tanácstól is kitették a szűrét. Muriel nemet mond, és az esküvőre kapott 5 000 dollárt neki adja, mondván: a többit majd akkor adja meg, ha munkát kapott Sydneyben. Billt valósággal lenyűgözi lánya új, magabiztosabb személyisége, aki egyúttal megkéri: vegye emberszámba a gyerekeit és többé ne becsmérelje őket.
Muriel meglátogatja Rhodát és felajánlja neki, hogy menjenek együtt Sydneybe. Rhoda rövid habozás után igent mond, majd utoljára még keményen beolvas Taniának és barátnőinek, akik éppen náluk vendégeskednek. Muriel és Rhoda egy szebb jövő reményében vágnak neki a sydney-i útnak, miközben a taxi ablakán kikiabálva intenek búcsút Purpoise Spitnek, és korábbi életüknek.

## Érdekességek
- A címszereplőt alakító Toni Collette hat hét alatt 19 kg-ot hízott a szerep kedvéért.[1]
- Az eredeti verzióban Muriel legjobb barátnőjét Rhondának hívják, de a magyar változatban „Rhoda” lett belőle.
- Öt évvel a film debütálása után Collette-et felkérték a Bridget Jones naplója c. film hasonló sorsú címszereplőjének szerepére, de a színésznő nemet mondott, mert ekkoriban színházi karrierjére akart koncentrálni.[2]
- Az ORTT 2009-ben több mint ötmillió forintra büntette a TV2-t, amiért főműsoridőben, 12-es karikával sugározták a filmet. A testület azért marasztalta el a csatornát, mert a 12-es karikával sugárzott műsorokkal ellentétben a filmben látottakat a kiskorúak egyedül nem tudják feldolgozni, és hátrányosan hathat fejlődésükre. A kifogásolt jelenetek többek között azok voltak ahol Rhoda kiosztja Muriel barátnőit, valamint ahol a lányok hajba kapnak és egymást dehonesztáló megjegyzésekkel illetik.[3]